# FC Haarlem in het seizoen 1989/90
Het seizoen 1989/1990 was het 36e jaar in het bestaan van de Haarlemse betaaldvoetbalclub FC Haarlem. De club kwam uit in de Nederlandse Eredivisie en eindigde daarin op de 18e plaats, dit betekende rechtstreekse degradatie naar de Eerste divisie. Tevens deed de club mee aan het toernooi om de KNVB Beker, hierin werd in de tweede ronde verloren van Vitesse (0–3).

## Wedstrijdstatistieken

### Eredivisie
|       | Ajax  | BVV Den Bosch | Feyenoord | Fortuna Sittard | FC Groningen | FC Den Haag | MVV   | N.E.C. | PSV   | RKC   | Roda JC | Sparta Rotterdam | FC Twente | FC Utrecht | Vitesse | FC Volendam | Willem II |
| ----- | ----- | ------------- | --------- | --------------- | ------------ | ----------- | ----- | ------ | ----- | ----- | ------- | ---------------- | --------- | ---------- | ------- | ----------- | --------- |
| Thuis | 0 – 4 | 2 – 0         | 3 – 1     | 0 – 3           | 0 – 1        | 1 – 2       | 1 – 1 | 1 – 1  | 0 – 2 | 0 – 2 | 0 – 0   | 0 – 4            | 0 – 1     | 1 – 2      | 0 – 2   | 2 – 1       | 0 – 2     |
| Uit   | 5 – 0 | 1 – 0         | 5 – 0     | 1 – 0           | 3 – 3        | 6 – 1       | 1 – 1 | 3 – 1  | 4 – 0 | 1 – 0 | 5 – 0   | 0 – 1            | 2 – 2     | 0 – 0      | 4 – 0   | 1 – 0       | 3 – 2     |

### KNVB Beker
| 1e ronde                                        | FC Haarlem | 0 – 3 (0 – 0) | Vitesse                                                       |
| 13 december 1989 Plaats: Haarlem Jan Gijzenkade |            |               | 47' (e.d.) Karel Bouwens 52' Jurrie Koolhof 57' Bart Latuheru |

## Statistieken FC Haarlem 1989/1990

### Eindstand FC Haarlem in de Nederlandse Eredivisie 1989 / 1990
| Stand | Gespeeld | Gewonnen | Gelijk | Verloren | Punten | Doelpunten voor | Doelpunten tegen |
| ----- | -------- | -------- | ------ | -------- | ------ | --------------- | ---------------- |
| 18e   | 34       | 4        | 7      | 23       | 15     | 22              | 74               |

### Topscorers
| #                    | Naam              | Goal |
| -------------------- | ----------------- | ---- |
| 1.                   | Marcel Looijer    | 5    |
| 2.                   | Wout Holverda     | 3    |
| 3.                   | Frank Dikstaal    | 2    |
| 3.                   | Lee-Roy Echteld   | 2    |
| 3.                   | Dennis Koffijberg | 2    |
| 3.                   | Arthur Numan      | 2    |
| 7.                   | Gilbert Barron    | 1    |
| 7.                   | Jerry Kranthove   | 1    |
| 7.                   | Dennis Purperhart | 1    |
| 7.                   | Rini van Roon     | 1    |
| Onbekende doelpunten |                   |      |
| –                    | Onbekend          | 2    |
| Totaal               | Totaal            | 22   |

| #      | Naam        | Goal |
| ------ | ----------- | ---- |
| –      | Geen speler | 0    |
| Totaal | Totaal      | 0    |